# Vladimir Varyukhin
Vladimir Alekseevich Varyukhin (14 de dezembro de 1921, vil. Zarvantsy, distrito de Vinnitsa, região de Vinnitsa, Ucrânia - 8 de julho de 2007, Kiev, Ucrânia) - foi um cientista soviético e ucraniano, professor, doutor em Ciências Técnicas, cientista Homenageado da UkrSSR e Major-General, fundador da teoria de análise multicanal, criadora da escola científica em matrizes de antenas digitais (DAAs).

## Publicações selecionadas
- V. A. Varyuhin, S. A. Kas'yanyuk, “On a certain method for solving nonlinear systems of a special type”, Zh. Vychisl. Mat. Mat. Fiz., 6:2 (1966),  347–352; U.S.S.R. Comput. Math. Math. Phys., 6:2 (1966), 214–221
- V. A. Varyuhin, S. A. Kas'yanyuk, V. G. Finogenova, “A problem of constrained extremum for a class of functions representable by a Stieltyes integral”, Izv. Vyssh. Uchebn. Zaved. Matematika, 1966, 6 (55),  40–49.
- V. A. Varyuhin, S. A. Kas'yanyuk, “The effects of the fluctuations of the terms of a positive sequence on its canonical principal representations”, Zh. Vychisl. Mat. Mat. Fiz., 8:1 (1968),  169–173; U.S.S.R. Comput. Math. Math. Phys., 8:1 (1968), 230–236
- V. A. Varyuhin, S. A. Kas'yanyuk, “Iteration methods for sharpening the roots of equations”, Zh. Vychisl. Mat. Mat. Fiz., 9:3 (1969),  684–687; U.S.S.R. Comput. Math. Math. Phys., 9:3 (1969), 247–252
- V. A. Varyuhin, S. A. Kas'yanyuk, “The iteration methods of the solution of nonlinear systems”, Zh. Vychisl. Mat. Mat. Fiz., 10:6 (1970), 1533–1536; U.S.S.R. Comput. Math. Math. Phys., 10:6 (1970), 234–239
- V. A. Varyuhin, S. A. Kas'yanyuk, “A class of iterative procedures for the solution of systems of nonlinear equations”, Zh. Vychisl. Mat. Mat. Fiz., 17:5 (1977),  1123–1131; U.S.S.R. Comput. Math. Math. Phys., 17:5 (1977), 17–23
- V.A. Varyukhin, V.I. Pokrovskii, and V. F. Sakhno,  “On the exactness of measurement of angular coordinates with antenna arrays,” Radiotekhn. Élektr., 1982.– Vol. 27, No. 11. – Pp. 2258 - 2260
- V. A. Varyuhin, V. I. Pokrovskii, V. F. Sakhno, “Modified likelihood function in the problem of the source angular coordinate determination using an antenna array”, Dokl. Akad. Nauk SSSR,No.270:5 (1983), 1092–1094
- V.A. Varyukhin, V.I. Pokrovskii, and V.F. Sakhno,  “On the exactness of measurements of angular coordinates of several sources with the help of an antenna array,” Radiotekhn. Élektr., 1984.– Vol. 29,  No. 4. – Pp. 660 – 665.
- R.S. Sudakov and V.A. Varyukhin, “Linear combinations of inverse matrices and the method of least squares,” in: Stochastic Models of Systems [in Russian], AS UkrSSR, Military Air Defense Academy, Kiev, 1986.
- V.A. Varyukhin, V.I. Pokrovskii, and V.F. Sakhno,  “Quasisolutions of overdetermined incompatible systems,” in: Stochastic Models of Systems [in Russian], AS UkrSSR, Military Air Defense Academy, Kiev, 1986.
- V.A. Varyukhin, V.I. Pokrovskii, and V.F. Sakhno,  “A modified likelihood function in the problems of multichannel analysis,” in: Stochastic Models of Systems [in Russian], AS UkrSSR, Military Air Defense Academy, Kiev, 1986
- V.A. Varyukhin, Fundamental Theory of Multichannel Analysis (VA PVO SV, Kyiv, 1993) [in Russian].